# Ålsø-Hoed-Vejlby-Homå Pastorat
Ålsø-Hoed-Vejlby-Homå var et dansk pastorat på Djursland i Århus Stift og dækkede Ålsø Sogn, Hoed Sogn, Homå Sogn og Vejlby Sogn.
Pastoratet indgik 1. august 2018 i Norddjurs Midt Pastorat